# Diorhabda nigrifrons
Diorhabda nigrifrons là một loài bọ cánh cứng trong họ Chrysomelidae. Loài này được Laboissiere miêu tả khoa học năm 1914.